# Simfonia núm. 1 (Tippett)
La Simfonia núm. 1 del compositor britànic Michael Tippett es va completar el 1945.

## Instrumentació
La simfonia està composta per a 3 flautes (totes doblades amb flautins), 2 oboès, 2 clarinets en la, 2 fagots, contrafagot, 4 trompes, 3 trompetes, 3 trombons, tuba, timbales, percussió (1 músic): bateria, plats i cordes.

## Estructura
La simfonia es divideix en quatre moviments, marcats de la manera següent: 
- 1. Allegro vigoroso, quasi alla breve
- 2. Adagio
- 3. Presto
- 4. Allegro moderato ma con brio

## Història
Tippett va començar a pensar a escriure una simfonia mentre es trobava a la presó el 1943. Ja havia escrit una simfonia (en si bemoll), però la va rebutjar per considerar-la immadura i sobreinfluenciada per Sibelius.
La nova simfonia es va completar el 25 d’agost de 1945 i es va estrenar el 10 de novembre de 1945 per la Liverpool Philharmonic Orchestra dirigida per Sir Malcolm Sargent.

## Elements musicals
El mateix Tippett va dir que la simfonia era exuberant més que refinada. Després d’un moviment d’obertura energètic i rítmicament obert, l’Adagio és un fosc i misteriós ostinato amb variacions, a la manera purcel·liana. El tercer moviment (Presto) és un vigorós scherzo amb un trio similar a les pavanes. El final és una doble fuga basada en dos temes molt diferents i contrastats, que després combina Tippett en una figuració contrapuntal intrincada. En el moment àlgid, però, la música es desfà i l'obra acaba d'una manera totalment inesperada.